# Weltjugendtag 2016

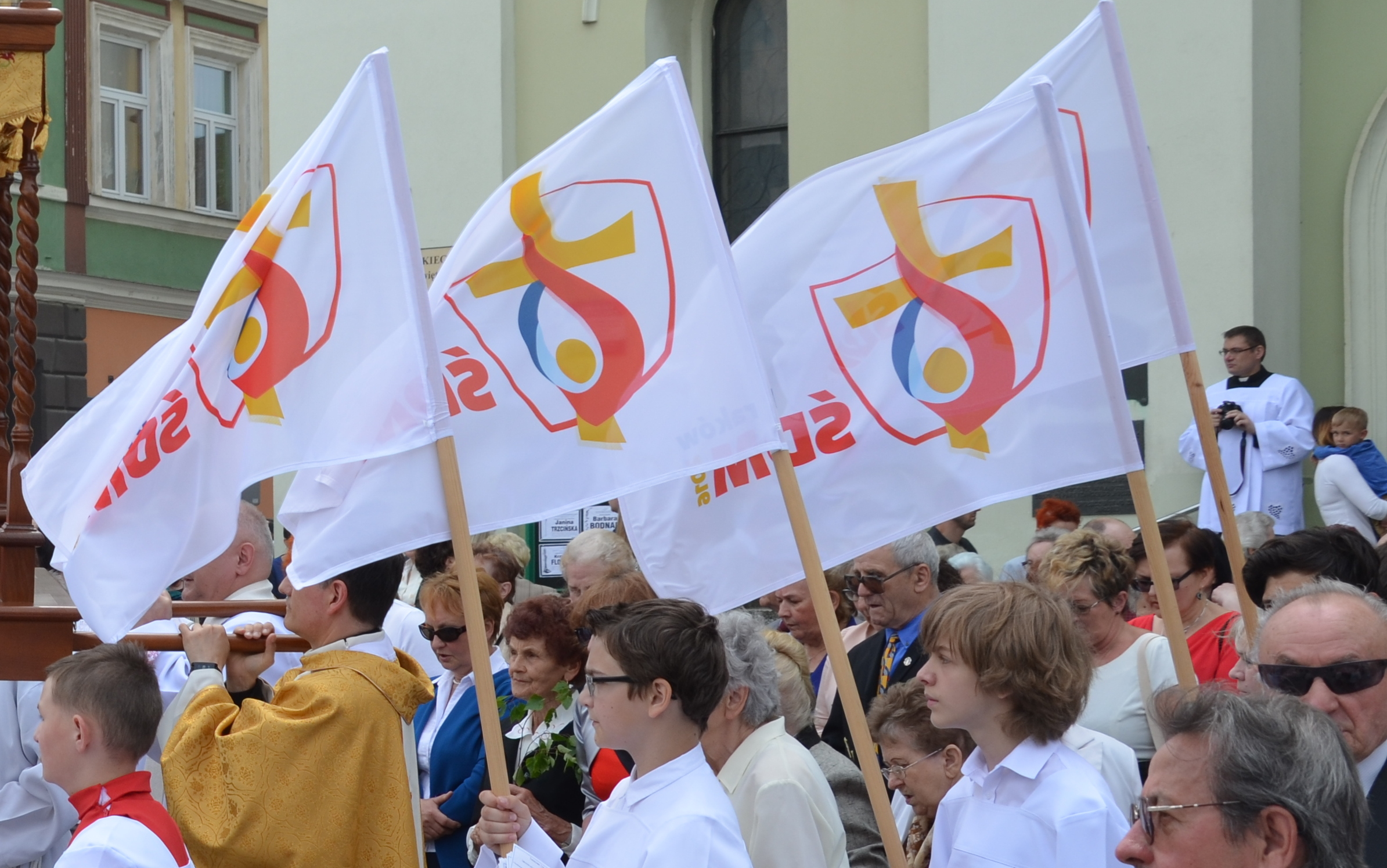
Offizielles Veranstaltungslogo des Weltjugendtags 2016

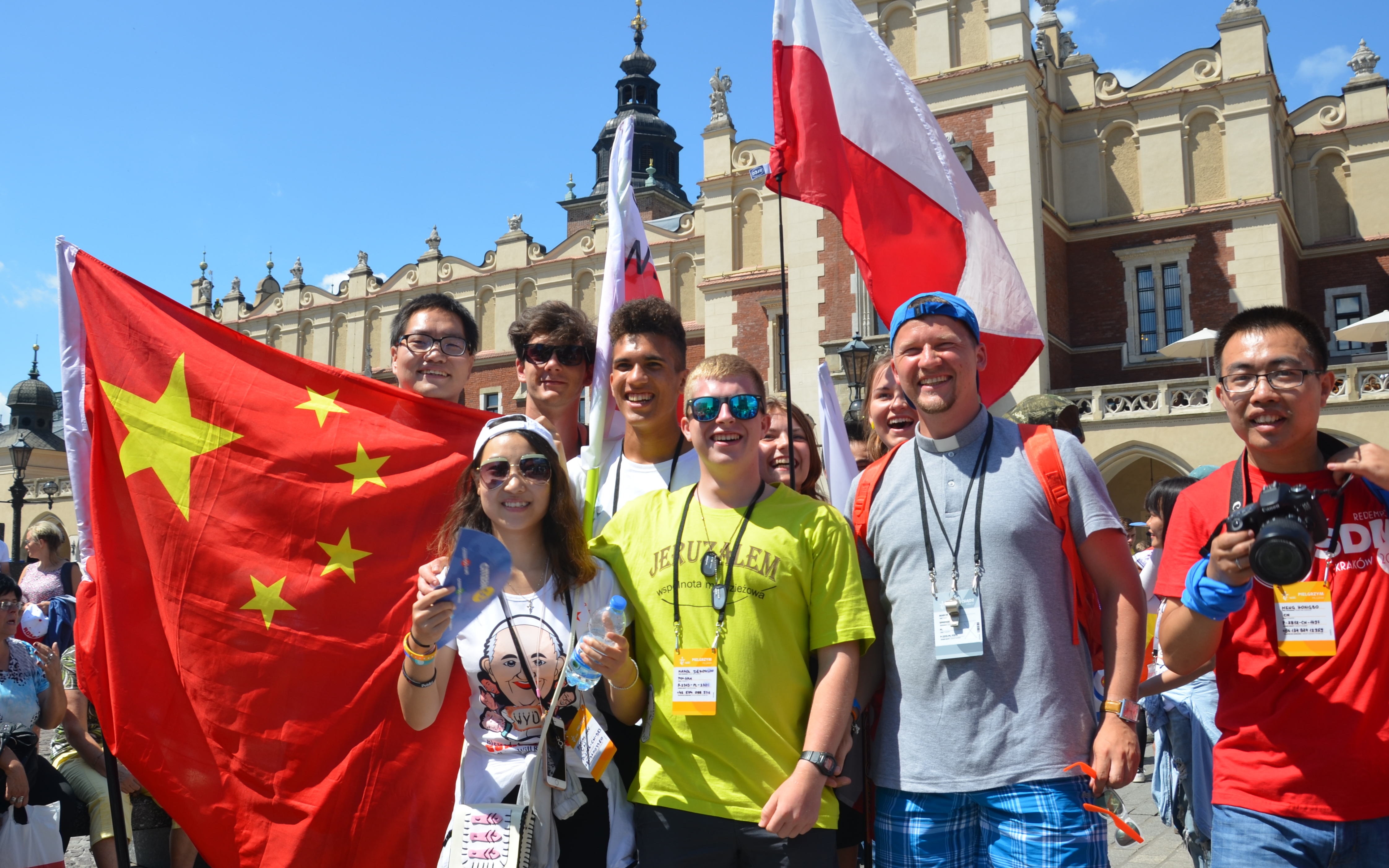
Chinesische Katholiken mit den anderen Teilnehmern beim WJT am Hauptmarkt von Krakau

Der XXXI. Weltjugendtag (polnisch Światowe Dni Młodzieży; Abkürzung: ŚDM; deutsche Abkürzung: WJT) war ein internationales Jugendtreffen der römisch-katholischen Kirche. Es begann am 26. Juli 2016 und endete am 31. Juli desselben Jahres in Krakau. Es war nach dem Weltjugendtag 1991 in Tschenstochau der zweite Weltjugendtag in Polen.

## Motto
Der Weltjugendtag in Krakau wurde, wie die diözesanen Weltjugendtage in den beiden vorangegangenen Jahren unter ein Wort der Seligpreisungen aus der Bergpredigt gestellt. Für den Weltjugendtag 2016 lautete das Leitwort:
Selig die Barmherzigen; denn sie werden Erbarmen finden (Mt 5,7 ).
Schon beim Weltjugendtag 2013 in Rio de Janeiro hatte Papst Franziskus die Jugend gebeten, die Seligpreisungen neu zu lesen und danach zu handeln.

## Programm
Der Weltjugendtag fand vom 26. bis zum 31. Juli 2016 statt. In der vorhergehenden Woche fanden die Tage in den Diözesen statt, bei denen die Pilger in den Pfarreien der 43 polnischen Diözesen beherbergt wurden.
Die Hauptveranstaltungen des Weltjugendtags begannen mit der Eröffnungsmesse am 26. Juli, die vom Erzbischof von Krakau zelebriert wurde. In der Woche hielten verschiedene Bischöfe Katechesen. Am Donnerstag, 28. Juli, abends wurde der Papst im Rahmen einer Begrüßungszeremonie willkommen geheißen. Am Freitag wurde ein Kreuzweg veranstaltet, der auch die Möglichkeit zur Buße und zur Feier des Sakraments der Versöhnung bot. Bevor am Sonntag, 31. Juli, die Aussendungsmesse mit dem Papst gefeiert wurde, fand am Vorabend eine Gebetsnacht, die Vigil, statt.
2016 findet ebenso das 1050-jährige Jubiläum der Taufe Polens statt. Der Papst besuchte aus diesem Anlass neben Krakau auch den Marienwallfahrtsort Częstochowa.

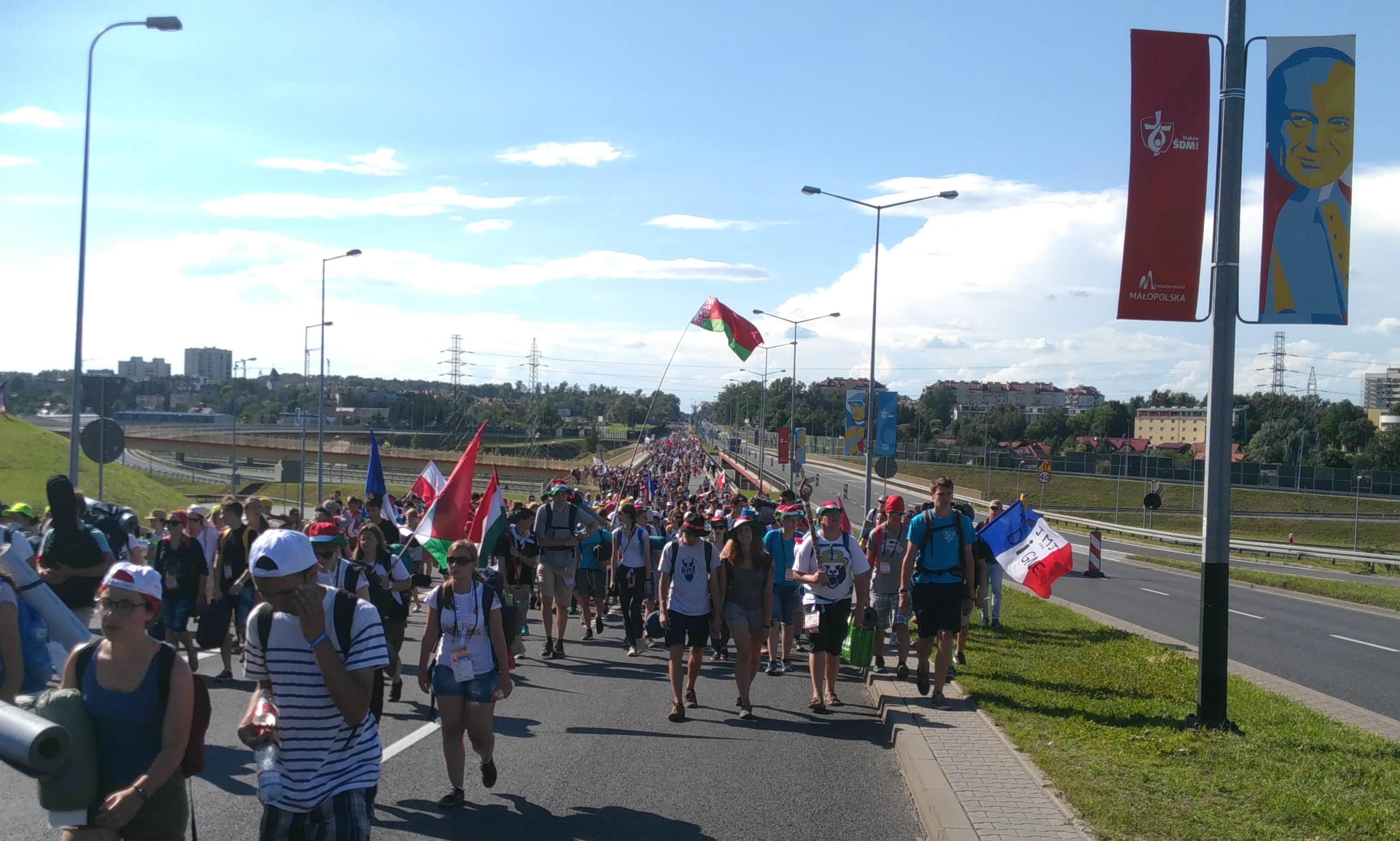
Der letzte Weg zum Campus Misericordiae Brzegi-Wieliczka

Die geistliche Vorbereitung des Weltjugendtags begann bereits im Jahr 2013. Regelmäßige Gebete und Gottesdienste stimmten auf die Tage ein. Außerdem sollte mit der Aktion „Ein Ticket für den Bruder“ osteuropäischen Jugendlichen ermöglicht werden, am Weltjugendtag in Krakau teilzunehmen. Ebenso wurde ein offizielles Gebet zur Vorbereitung veröffentlicht.

### Barmherzigkeit
Der Weltjugendtag fand innerhalb des von Papst Franziskus ausgerufenen heiligen Jahres der Barmherzigkeit statt. Beim nationalen Weltjugendtag am Palmsonntag 2015 stellte der Papst diese Verbindung her. Zusammen mit dem Motto und der örtlichen Verbindung zur heiligen Maria Faustyna Kowalska sowie zu Johannes Paul II. lag in der Barmherzigkeit ein thematischer Schwerpunkt.

### Veranstaltungsorte
Die Abschlussmesse fand auf den Campus Misericordiae, einem etwa zwölf Kilometer vom Stadtzentrum entfernten Feld bei Wieliczka statt, das für die Großveranstaltung hergerichtet wurde. Die Błonia-Wiesen, wo bereits Johannes Paul II. und Benedikt XVI. große Messen zelebrierten, waren für die erwartete Teilnehmerzahl der Abschlussgottesdienste zu klein. Auf den Błonia-Wiesen wurden die Begrüßungsfeier für Papst Franziskus am 28. Juli und der Kreuzweg mit dem Papst am 29. Juli gehalten. Weitere Großveranstaltungen fanden in den Fußballstadien Henryk-Reyman-Stadion (Wisła Krakau) und Józef-Piłsudski-Stadion (KS Cracovia) statt.

## Organisation

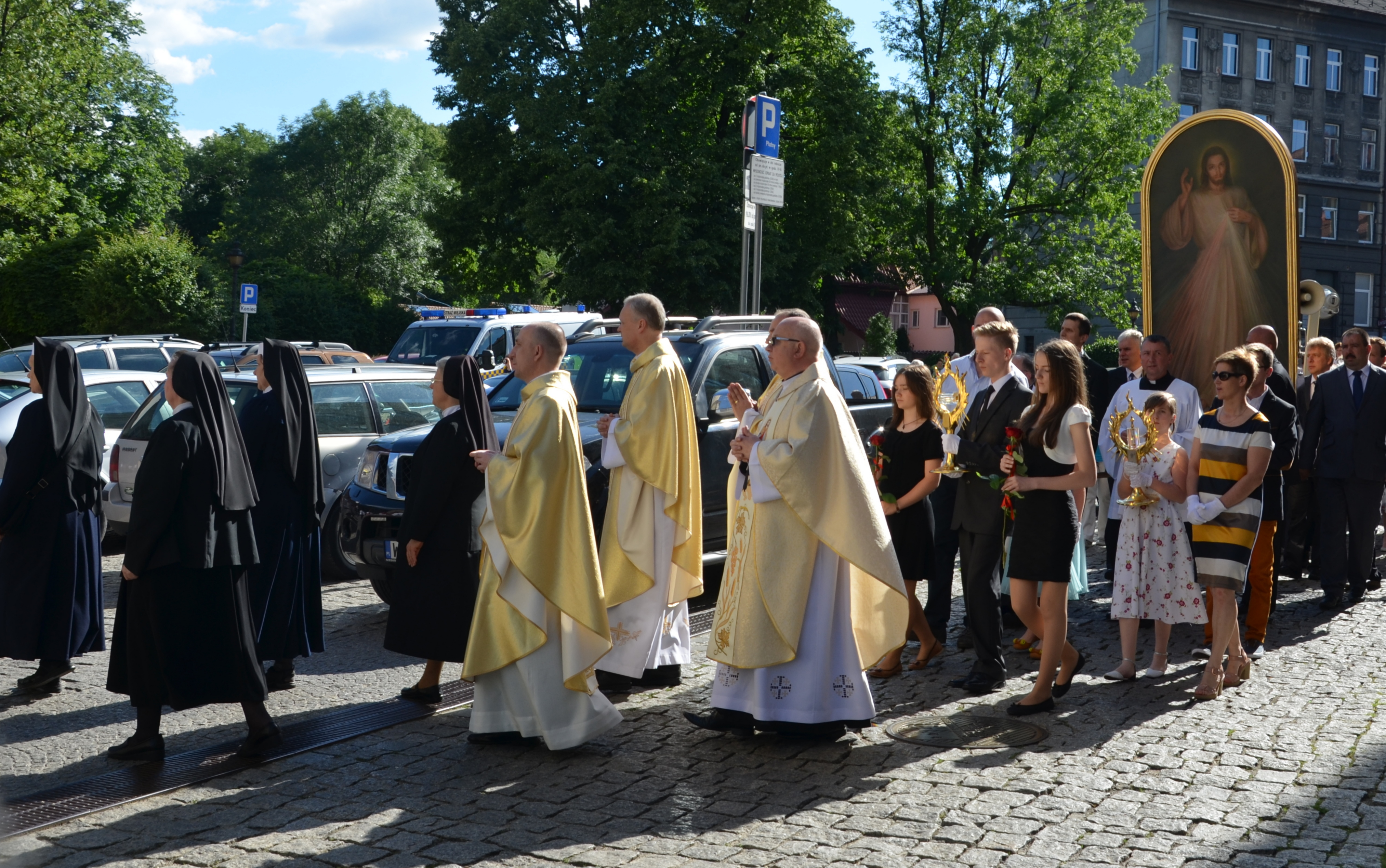
Die Peregrinatio im Zeichen von Gottes Barmherzigkeit in Bielsko-Biała (2016)

Der 2014 heiliggesprochene Papst Johannes Paul II., war von 1964 bis zu seiner Papstwahl 1978 Erzbischof von Krakau. Papst Franziskus bezeichnete ihn in einer Botschaft zum diözesanen Weltjugendtag 2014 als den „große[n] Patron der Weltjugendtage […], deren Initiator und geistlicher Motor er war.“
Der ehemalige Privatsekretär des polnischen Papstes, Stanisław Kardinal Dziwisz, ist seit 2005 dessen Nachfolger als Erzbischof von Krakau und war damit zusammen mit dem päpstlichen Rat für die Laien Ausrichter und Organisator des Weltjugendtages. Als Chefkoordinator wurde Damian Andrzej Muskus OFM, Weihbischof in Krakau, benannt.

## Logo und Hymne
Das von Monika Rybczyńska und Emilia Pyza gestaltete Logo des Weltjugendtags zeigt einen kartographischen Umriss Polens mit einem großen Kreuz in der Mitte. Ein gelber Punkt zeigt auf dieser angedeuteten Karte die Lage Krakaus an. Zudem soll dieser Punkt die Jugend der Welt darstellen. Das Kreuz und der Punkt werden umrahmt durch je einen roten und blauen geschwungenen Halbkreis, die an das Jesusbild von der Göttlichen Barmherzigkeit, in dem Blut und Wasser aus dem Herzen Jesu fließen, erinnern. Dieses in Polen sehr bekannte Bild wurde von Schwester Maria Faustyna Kowalska (1905–1938) aufgrund einer Vision angeregt. Die Ordensschwester verstarb in Krakau und wurde 1993 von Johannes Paul II. heiliggesprochen. Das durch das Thema gewählte Motiv der Barmherzigkeit findet sich somit in dem Logo wieder. Alle drei Farben des Logos sind im Stadtwappen Krakaus enthalten.
Die Hymne des XXXI. Weltjugendtags trägt den Titel Błogosławieni miłosierni („Selig die Barmherzigen“) und ist eine Komposition des Juristen und Musikers Jakub Blycharz. Sie wurde aus über 90 eingesandten Liedern ausgewählt. Die am 6. Januar 2015 vorgestellte Hymne nimmt Bezug auf das biblische Motto, auf das Gleichnis vom verlorenen Schaf (Lk 15,1-7 ) sowie auf die Psalmen 130 (Ps 130 ) und 121 (Ps 121 ). Für die Übersetzungen in die Landessprachen sind die jeweiligen Bischofskonferenzen zuständig. Inzwischen ist die Hymne in mehreren Sprache veröffentlicht, unter anderem in Deutsch.

## Krakau

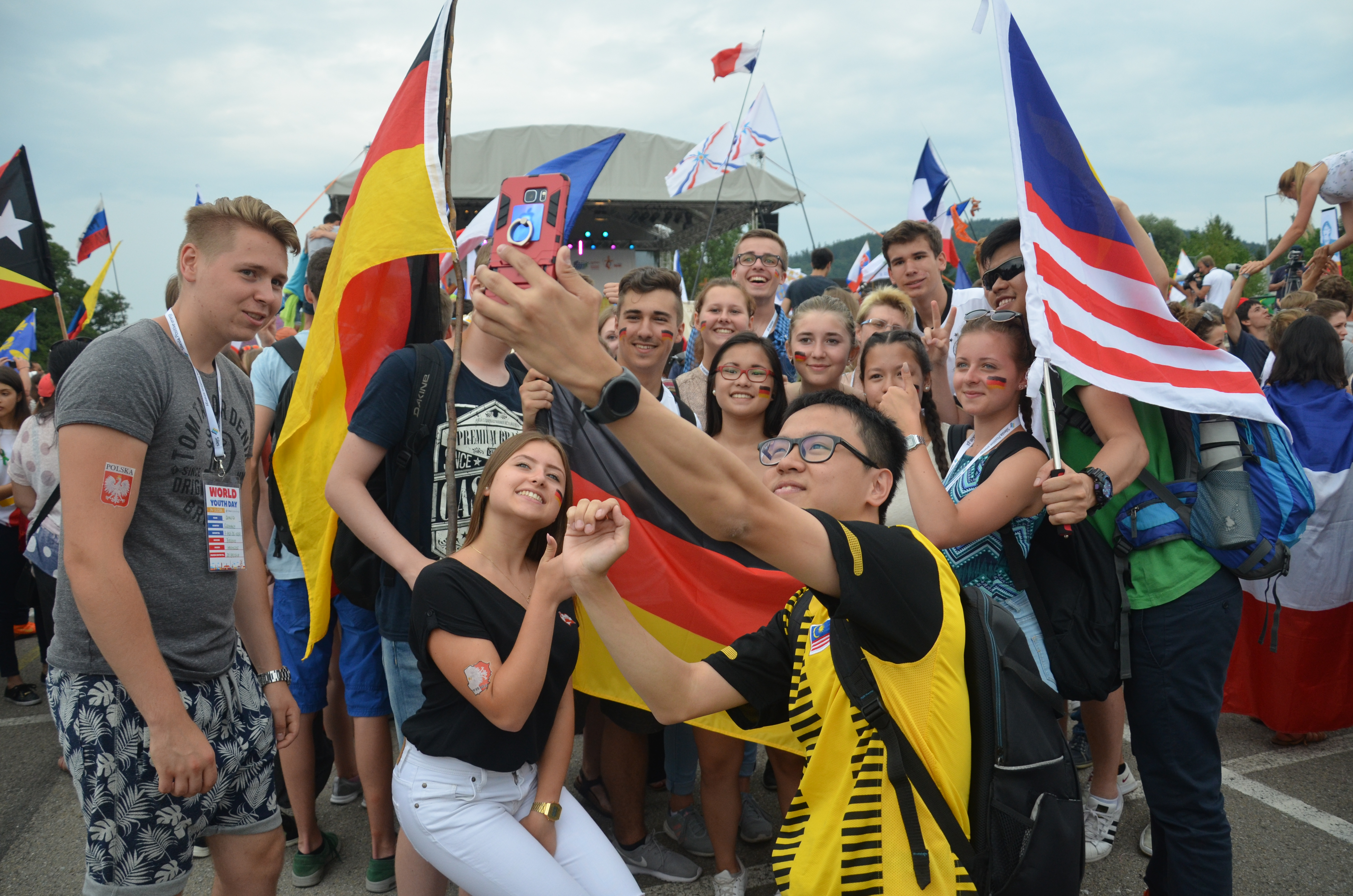
Weltjugendtag 2016 im Bistum Bielsko-Żywiec am 24. Juli 2016

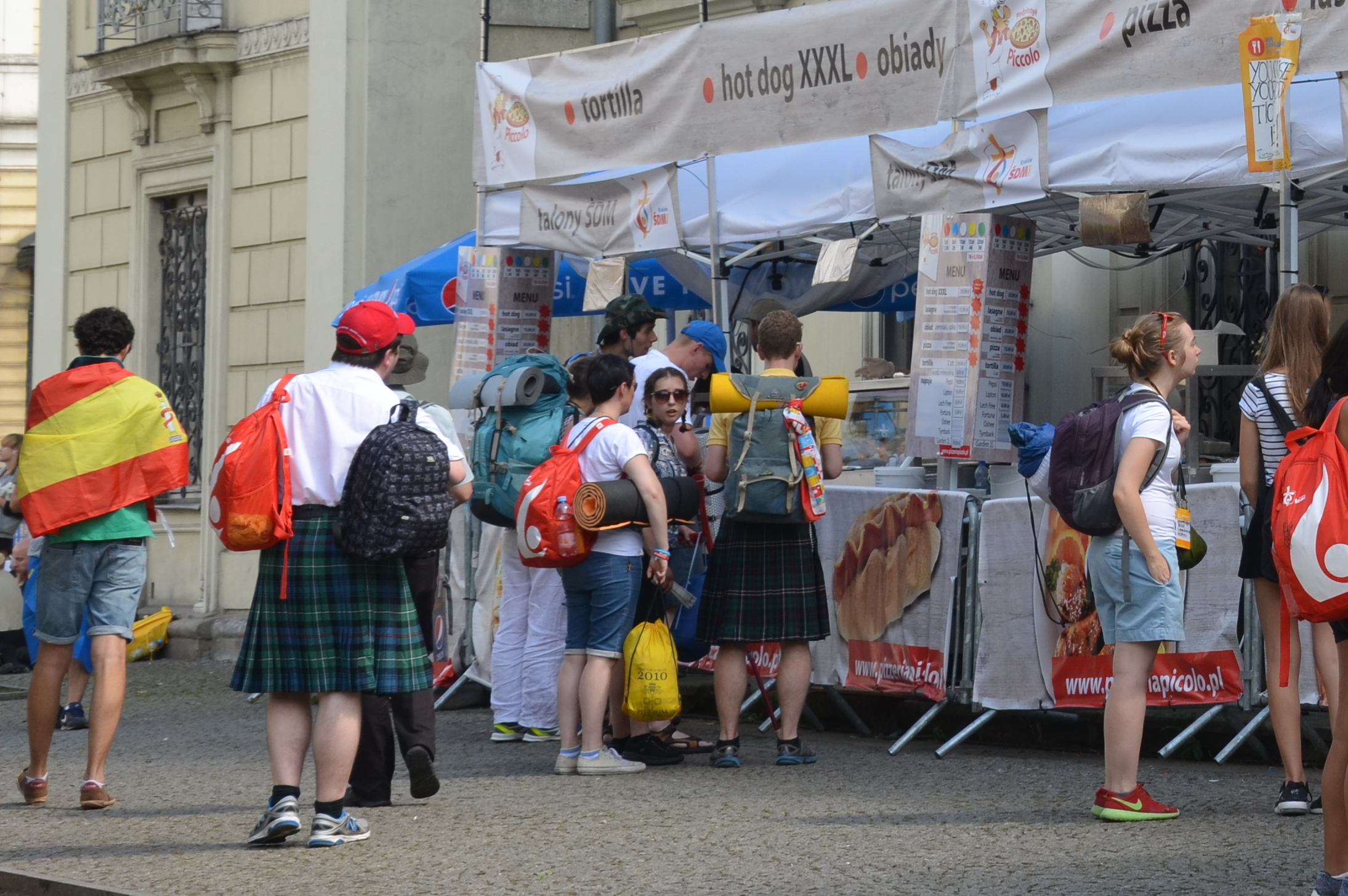
Tortillas, Crêpes, Hotdogs, Pizza, Lasagne und weitere Leckereien beim Welttag in Krakau

Die Ankündigung des Austragungsortes Krakau erfolgte am 27. Juli 2013 im Rahmen der Abschlussveranstaltung des XXVIII. Weltjugendtages in Rio de Janeiro durch Papst Franziskus.

„Liebe junge Freunde, für den nächsten Weltjugendtag, im Jahr 2016, haben wir eine Verabredung in Krakau, in Polen. Auf die mütterliche Fürsprache von Maria bitten wir um das Licht des Heiligen Geistes auf dem Weg, der uns zu dieser neuen Etappe der frohen Feier des Glaubens und der Liebe Christi bringen wird.“

In Polen kam es zu freudigen Reaktionen. Kardinal Dziwisz erklärte: „Heiliger Vater, wir warten auf Dich und Deine jungen Freunde aus aller Welt“.
Pater Stefan Dartmann SJ, damaliger Hauptgeschäftsführer von Renovabis, der Solidaritätsaktion der deutschen Katholiken mit den Menschen in Mittel- und Osteuropa sprach von einer „Hommage an den Erfinder“ der Weltjugendtage Papst Johannes Paul II. Er erhofft sich auch eine größere Aufmerksamkeit für die sozialen Probleme in Mittel- und Osteuropa. Krakau sei aber eine „Stadt im Herzen Europas“, dies werde durch den Weltjugendtag wieder stärker in den Fokus gerückt.